# 張耀煌
張耀煌（1948年5月25日-），台灣南投縣水里鄉人，台灣藝術家與企業家，現為台灣蜜納國際股份有限公司、新廣陽實業股份有限公司董事長。

## 生平
張耀煌於1948年出生於南投縣水里鄉，家族從事布莊生意。從小就非常喜愛畫畫，具藝術天分，喜歡在同學課本上塗鴉，畫作曾在省級比賽中獲得第二名。但因不愛念書，被師長當作問題學生。由於父母反對走上藝術道路，希望他從商，張耀煌因此報考國立臺灣藝術專科學校（現為國立臺灣藝術大學）美工科，學習商業設計。
張耀煌於就學期間就與朋友合資創業，從承包大樓清潔工作做起，陸續承接室內設計業務，之後則進軍房地產與建築業。由於具備卓越的設計美感，迅速於建築設計領域內建立起口碑。
1983年張耀煌與妻子林美德共同創立MEALA蜜納集團，代理引進許多國際知名品牌如日本象印、法國Sisley、愛馬仕香水、PHYTO洗髮精、特福鍋具、Jurlique保養品、Dr. Sebagh、3INA彩妝等引進台灣。

## 事件
1991年12月11日當選中華民國創業青年楷模, 創業楷模奬是台灣最具指標性的創業奬項, 為青年及社會樹立學習典範, 並對國家經濟發展創造巨大貢獻. 1999當選中華民國全國青年創業總會第十四屆理事長, 任期自1999年至2000年, 中華民國全國創新創業總會(原中華民國全國青年創業總會, 2019年更名為中華民國創新創業總會)為行政院青年輔導委員於1972年5月17日輔導成立, 創會初期是由一群獲得政府創業貸款補助, 創業有成且熱心服務社會的有為青年企業家所組成, 
資料來源 https://www.careernet.org.tw/modules.php?name=web&file=leadership （页面存档备份，存于）

## 評價
著名藝評家、策展人陸蓉之認為，張耀煌「是新世紀跨領域創作人才的典型」。
《藝術評論－亞洲版》（Art Review Asia）認為，張耀煌成功將傳統中國的潑墨與西方的表現主義結合，創造出一種「流動的詩意」
黃光男認為，張耀煌的作品「不落入俗套，不趨炎附勢，清晰明亮展現出獨特的風格，以及成為當代藝術家的必要條件，且領引當下水墨畫風潮」。
作品與展覽 

## 個展
- 2023「千江有水千江月」(個展+行為展演) 巴黎亞洲藝術展-巴黎錢幣博物館，
- 2023/10/19，Outset當代藝術基金20周年邀請展，巴黎，法國
- 2023/10/12「千江有水千江月」(個展+行為展演) 阿瑞比特畫廊，倫敦，英國
- 2023「瘋狂的藍色」個展，雄畫廊，首爾，南韓
- 2023/9/7「夜徙」(個展行為展演)，首爾 Platform-L 當代藝術中心，首爾，南韓
- 2023/4/30「曲水流殤」(個展+行為展演)，伊莉莎白教堂，柏林，德國
- 2023/3/29-7/1「緣起與眾生」個展，佛光山佛陀紀念館，高雄，台灣
- 2022「讚美生命的樂章」(個展行為展演)，國立臺北藝術大學，科技藝術館，台北，台灣
- 2020「狂草」，國立臺灣藝術大學，有章藝術博物館，台北，台灣
- 2019「Performa 19 — 張耀煌」(個展+行為展演)，Performa 19 雙年展，Performa Hub，紐約，美國
- 2019「藝術尋寶: 您的聲音從何而來？ — 張耀煌」(個展+行為展演)，斯特羅齊宮，佛羅倫斯，義大利
- 2019年「原位」，台灣大學公共宿舍，台北，台灣
- 2018年「詩意．流動II」，C龍口空間，北京，中國
- 2018年「Poetry of the Flow」，Manifesta 12 — 平行展，Sala delle Armi，Palazzo Chiaramonte-Steri，巴勒莫，義大利
- 2016年「國際透視：從威尼斯雙年展到羅馬當代藝術館。    蒼生問：張耀煌@Roma」，羅馬當代藝術館 特斯塔西奧區—帕蘭德展覽館，羅馬，義大利
- 2016年「勁流」，CerModern當代藝術館，安卡拉，土耳其
- 2016年「湧現不止的存在」，Zebrastraat藝術中心，根特，比利時
- 2015年「蒼生問」，第56屆威尼斯藝術雙年展 — 平行展，聖瑪莉亞聖殤學院，威尼斯，義大利
- 2014年「眾生與面相」，Faust美術館，漢諾威，德國
- 2014年「人間．歸宿 — 張耀煌個展」，國父紀念館，台北，台灣
- 2014年「人間．歸宿 — 張耀煌個展」，日升月鴻畫廊，台北，台灣
- 2013年「眾生與面相」，Kunstforum Markert Gruppe美術館，漢堡，德國
- 2013年「萬象—張耀煌當代水墨展」，今日美術館，北京，中國
- 2012年「百面相」，上野之森美術館，東京，日本
- 2012年「張耀煌的藝術世界」，中國美術學院美術館，杭州，中國
- 2011年「張耀煌之感性—面對面」，釜山市立美術館，釜山，韓國
- 2011年「面對面—MOCA計劃」，台北當代藝術館，台北，台灣
- 2008年「眾生相—張耀煌個展」，台北市立美術館，台北，台灣
- 2005年「繁花．洗塵—張耀煌新作展」，台北市國立歷史博物館，台北，台灣
- 2005年「繁花．洗塵—張耀煌中國巡迴展」，中國美術館，北京，中國
- 2005年「張耀煌個展」，LOFT畫廊，巴塞隆納，西班牙
- 2004年「張耀煌—轉變—冥想」，Brunsbüttel市立國家畫廊，Brunsbüttel，德國
- 2003年「張耀煌個展」，LOFT畫廊，巴黎，法國
- 2001年「張耀煌個展」，帝門藝術中心，台北，台灣
- 2000年「張耀煌個展」，上海美術館，上海，中國

### 聯展
- 2019年「藝術尋寶」，斯特羅齊宮，佛羅倫斯，義大利
- 2015年「當下當代 - 台灣藝術計劃」，天理文化中心，紐約，美國
- 2015年「當下當代 - 台灣藝術計劃」，皇后博物館法拉盛草原可樂娜公園，紐約，美國
- 2015年「OPEN 18. 國際雕塑及裝置展」，Lido島及莫利諾斯塔基希爾頓酒店，威尼斯，義大利
- 2014年「有也無也 駁二鬥陣，亞洲現代雕塑家協會第23屆作品年展」，第二藝術特區，高雄，台灣
- 2014年「第28屆亞洲國際美術展覽會」，金門文化園區歷史民俗博物館，金門，台灣
- 2013年「亞洲現代雕塑家協會第22屆作品年展」，廣州白雲國際會議中心，廣州，中國
- 2013年「釜山藝術展」，釜山，韓國
- 2012年「中國新水墨畫藝術大展」，上海多倫美術館，上海，中國
- 2011年「四大都市現代彫刻交流展」，福岡亞洲美術館，福岡，日本
- 2010年「複語．腹語—台灣當代藝術展」，光州美術館，光州，韓國
- 2010年「邂逅—徐庸宣 & 張耀煌聯展」，哥德畫廊，首爾，韓國
- 2009年「水墨新動向—上海新水墨聯展」，朱屺瞻藝術館，上海，中國
- 2009年「水墨新動向」，高雄市立文化中心，高雄，台灣
- 2009年「當代價值: 一個持續進行的歷史」，日升月鴻畫廊，台北，台灣
- 2005年「第二十屆亞洲國際美術展覽會」，阿亞拉博物館，馬尼拉，菲律賓
- 2004年「水墨新動向—台灣現代水墨畫展」，青島市立博物館中心，青島 ; 九寨溝博物館，四川 ; & 成都現代博物館，成都，中國
- 2004年「第十九屆亞洲國際美術展覽會」，香港文化博物館，香港
- 2003年「心靈重建三部曲—歌頌生命」，台北市立美術館，台北，台灣
- 2003年「第十八屆亞洲國際美術展覽會」，香港文化博物館，香港
- 1999年「亞洲美術館開館展」，福岡亞洲美術館，福岡，日本
- 1998年「融合與拓展—上海美術雙年展」，上海美術館，上海，中國
- 1998年「台北現代美術展」，信州新町美術館，信州，日本
- 1998年「台北現代畫展」，阿波羅畫廊，台北，台灣
- 1997年「第十二屆亞洲國際美術展覽會」，澳門觀光展覽中心，澳門，中國
- 1997年「二十一世紀現代水墨畫展」，青島市美術館，青島 ; 湖北省美術館，武漢 ; & 山東省美術館，濟南，中國
- 1997年「台北現代畫展」，國父紀念館，台北，台灣
- 1996年「第十一屆亞洲國際美術展覽會」，馬尼拉大都會美術館，馬尼拉，菲律賓
- 1996年「台灣現代繪畫展」，新疆維吾爾自治區展覽館，新疆，中國
- 1996年「台北現代畫展」，上海美術館，上海，中國
- 1996年「中華民國第一屆現代水墨畫展」，中正紀念堂中正藝廊，台北，台灣
- 1996年「台灣的傳承與展望—漢雅軒精選 」， 台北漢雅軒，台北，台灣
- 1996年「二十一世紀現代水墨畫展」，中正紀念堂，台北，台灣
- 1995年「福州現代繪畫展」，福州，中國
- 1985年「當代美術大展」，高雄市美術館，高雄，台灣[8]